# Shōjo Kakumei Utena
Shōjo Kakumei Utena (少女革命ウテナ lit. Utena, la chica revolucionaria?), conocido como El anillo mágico de Úrsula en México, es un proyecto multimedia creado por el colectivo de artistas japoneses Be-papas dirigido por Kunihiko Ikuhara en colaboración con la mangaka Chiho Saitō. El manga comenzó su publicación en el número de junio de 1996 de la revista Ciao y consta de cinco tomos recopilatorios. La serie de anime fue estrenada en 1997 y cuenta con 39 episodios. El anime y el manga se crearon al mismo tiempo, pero, a pesar de algunas similitudes, son historias casi completamente diferentes. En España se licenciaron todas las sagas en formato VHS en el 2000 por parte de DYNAMIC SK, editando tan solo los primeros 12 episodios y dejando el resto inconcluso. En diciembre de 2022, Selecta Visión anunció la licencia en formato BD, y un doblaje para los 39 capítulos, manteniendo la voz clásica de la protagonista en los doce primeros capítulos. Mientras, en Cataluña ha emitido todas las sagas por TVC con su propio doblaje entre los años 2000 y 2006, con varias reposiciones. Posteriormente dio lugar a una película un OVA, Adolescence Mokushiroku, que se estrenó en Japón en 1999. Dicha película fue licenciada en España en junio de 2022 y se dobló en castellano y catalán, consiguiendo mantener gran parte del reparto de voces en ambos idiomas y estrenándola en 2023 en unos pocos pases de cine en varias ciudades y en una edición en Blu-ray.
La protagonista es Utena Tenjou, una joven que de pequeña, tras la muerte de su padre y de su madre, conoció a un príncipe que le entregó un anillo y le prometió que gracias a él un día se reencontrarían. Utena quedó tan impresionada por aquel encuentro que de mayor quiso convertirse también en príncipe. La historia comienza cuando Utena inicia sus estudios secundarios en la elitista Academia Ohtori. El hecho de que Utena vista como un chico, tenga un carácter mucho más directo y rebelde que el resto de compañeras, demuestre un rendimiento superior al de los hombres en casi cualquier deporte y cuente con un físico destacable, hacen que sea una de las alumnas más admiradas. Por ello no tardará en llamar la atención de los que, a su vez, forman parte de la elite de la academia: el Consejo de Estudiantes.
Uno de los aspectos principales de la serie son los duelos a espada. Cada contrincante lleva en su pecho una rosa y debe intentar alcanzar la del adversario con su arma, momento en que la pelea termina y el ganador obtiene como trofeo la posesión de Anthy Himemiya, una de las alumnas de la academia. Anthy, la Prometida de la Rosa, contiene en sí el poder para revolucionar el mundo. Solamente a Anthy y a aquellos que tengan un anillo como el de Utena se les permite la entrada a la arena donde se desarrollan los duelos. Quien ostente el título de vencedor debe batirse con todo aquel que le rete y tenga también el permiso de la organización "El Fin del Mundo" para luchar.
Múltiples académicos han analizado los temas LGBT, incluyendo consideraciones sobre la performatividad de género.

## Estructura de la serie
El anime consta de 39 episodios, divididos en cuatro sagas.

### La saga del consejo estudiantil
Episodios 1 al 13. En esta primera parte se dan a conocer los personajes principales y se llevan a cabo los primeros duelos de Utena contra los miembros del consejo estudiantil. Estos tienen como objetivo ganar la posesión de la Prometida de la Rosa, Anthy Himemiya, que en la práctica pasa a ser "propiedad" del vencedor del duelo. Durante esta saga se van presentando y elaborando los enigmas que vertebran la trama, además de revelarse los intereses ocultos que llevan a los personajes a enfrentarse a Utena para conseguir a Anthy. Cada cual tiene sus propios motivos.

### La saga de la rosa negra
Episodios 14 al 24. Se introduce al personaje de Souji Mikage, un chico de gran poder e influencia en la Academia. El principal objetivo de Mikage es arrebatarle Anthy a Utena, razón por la cual organiza duelos entre ella y determinados alumnos. Lo que motiva a estos nuevos "duelistas de la rosa negra" es una serie de oscuros resentimientos y decepciones de los que se sirve Mikage. Muchos de estos duelistas han mantenido algún tipo de relación con un personaje principal, y obtienen sus armas de los pechos de éstos del mismo modo en que Utena consigue su espada (la Espada de Dios) del pecho de Anthy. A diferencia de los miembros del Consejo y de Utena, llevan anillos de color negro que desaparecen en el momento de su derrota. Akio Ohtori, director de la Academia y hermano de Anthy, hace su primera aparición en esta saga.

### La saga de Akio Ohtori
Episodios 25 al 33. Después de resolver la situación de Mikage, Utena tiene que luchar nuevamente con cada miembro del Consejo Estudiantil en diferentes circunstancias. Este arco también es llamado por los fanes como "El arco del auto de Akio", porque cada duelista es convencido de desafiar a Utena durante un viaje en auto con Akio.

### La saga del fin del mundo
Episodios 34 al 39. Los acontecimientos se encaminan hacia un tenso desenlace. Se desvelan por fin las verdaderas intenciones de Anthy y Akio, el misterio que envuelve a Dios y a la figura de la Prometida de la Rosa, el concepto del "poder para revolucionar el mundo", así como los verdaderos sentimientos de los protagonistas y el porqué de los duelos.

## Personajes
Utena Tenjō/Úrsula (天上 ウテナ Tenjō Utena?)
Voz por: Tomoko Kawakami (japonés)

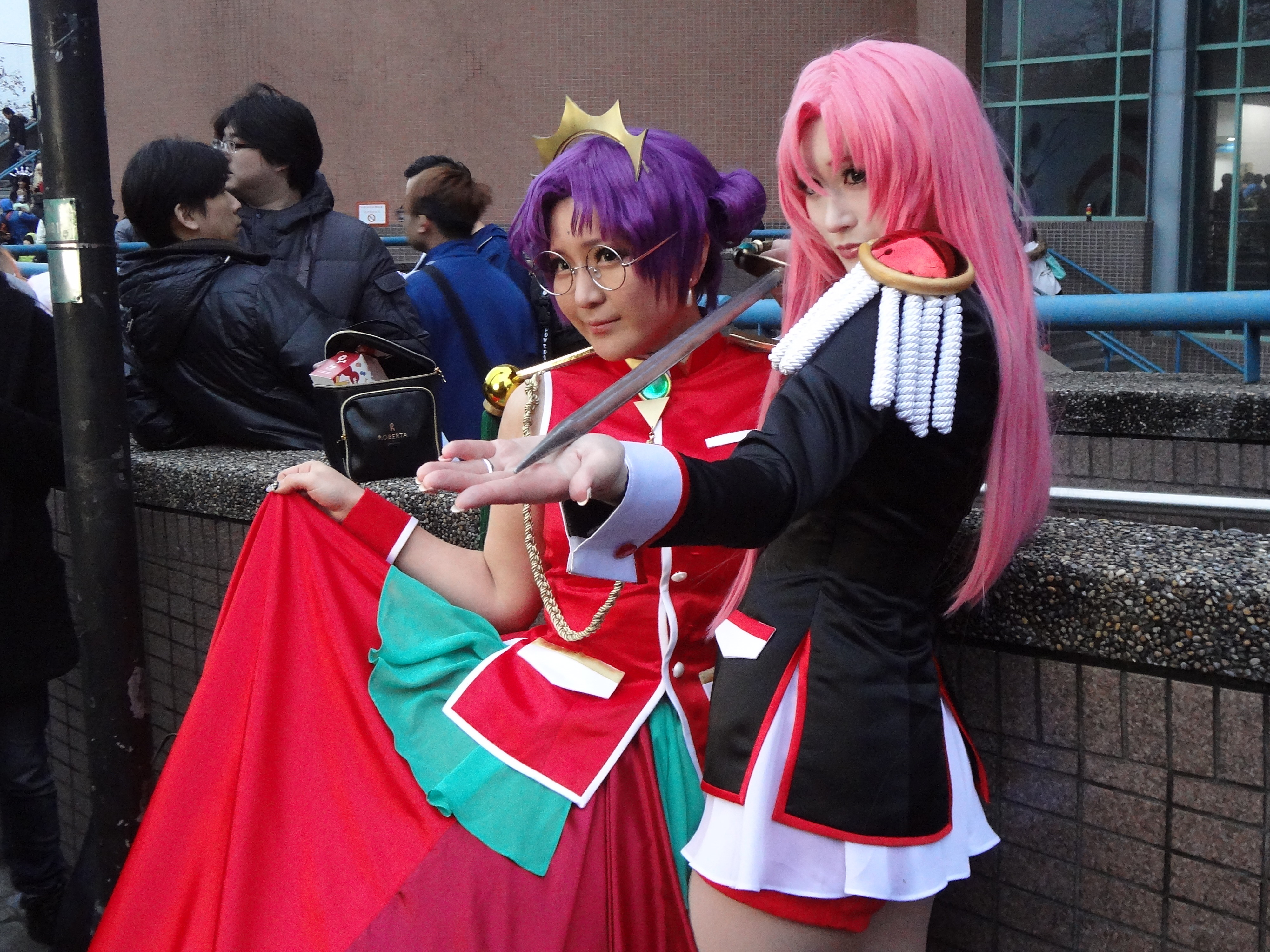
Cosplay de Anthy Himemiya y Utena Tenjou.

Siendo una niña pequeña, Utena pierde a sus padres, y poco después conoce a un hermoso y galante "príncipe", que la consuela y del cual ella se enamora completamente. Años después se ve Utena en la escuela secundaria vistiendo uniforme masculino, en un intento de emularle. Todas las chicas de la Academia la adoran debido a su carácter altruista y noble, su fortaleza y su rebeldía, además de su habilidad en los deportes y su elegante porte. Declara que quiere ser un príncipe que salve princesas. Aunque al principio no le hace gracia el Código de la Rosa y tener a Anthy como "prometida"; acaba teniendo sentimientos románticos hacia ella y se obsesiona con salvarla de su horrible maldición como Prometida de la Rosa.
Anthy Himemiya/Angie (姫宮 アンシー Himemiya Anshī?)
Voz por: Yuriko Fuchizaki
Es la "princesa a salvar" de la historia, en cuyo cuerpo se halla el poder de Dios para revolucionar al mundo. Sufre una grave dependencia hacia su hermano, al que considera su "príncipe", quien la abusa sexualmente  y la utiliza para manipular a los demás en su propio beneficio. Anthy, sin amistades aparentes salvo sus mascotas y las rosas, es cortés, calmada y extremadamente pasiva en apariencia (aunque en la película es más alegre y decidida). En realidad es fría, calculadora e indiferente con los demás. Durante la serie va teniendo sentimientos románticos por Utena, y la considera su verdadero príncipe y su única esperanza para salir del juego de la Revolución.
Akio Ohtori (鳳 暁生 Ōtori Akio?)
Voz por: Jūrōta Kosugi
Es el hermano mayor de Anthy y director de la Academia. De aspecto imponente y exótico, es un playboy capaz de manejar a las mujeres a su antojo de todas las formas posibles, incluyendo a su propia hermana. Etimológicamente es Dios y el Diablo al mismo tiempo. Una deidad con doble naturaleza que se manifiesta en una radical ruptura de comportamiento: actitud de príncipe salvador y a la vez maquinador con oscuros propósitos acerca del Fin del Mundo.
Kyouichi Saionji (西園寺 莢一 Saionji Kyōichi?)
Voz por: Takeshi Kusao
El vicepresidente del Consejo de Estudiantes de la escuela. Es un estudiante obsesionado con Anthy que lucha en los duelos para acceder al poder de la revolución. Su forma violenta de entender el amor le lleva insultar y pegar a la Prometida de la Rosa en repetidas ocasiones, viéndose atormentado por ello y por ser despreciado por el resto de integrantes del Consejo. Su rosa es verde.
Touga Kiryuu (桐生 冬芽 Kiryū Tōga?)
Voz por: Takehito Koyasu
Es el presidente del Consejo de Estudiantes. Un casanova de larga melena que seduce a cientos de chicas en el instituto. Al ser aliado de Akio, conoce las debilidades de sus compañeros y los manipula con astucia como a marionetas, aunque se le aprecia un cierto fondo honesto de prototípico "héroe canalla". Su rosa es roja.
Nanami Kiryuu (桐生 七実 Kiryū Nanami?)
Voz por: Yuri Shiratori
Una chica malintencionada, presumida e insoportable que siente una fuerte y enfermiza pasión por su hermano Touga (hermanos de sangre pero ambos son adoptados), y que no soporta que éste tenga admiradoras revoloteando a su alrededor. No esconde ante nadie su devoción incestuosa y posesiva, y como cree falsamente que Utena trata de conquistar a su hermano, se sirve de los más malvados planes para vengarse de ella e impedir que "se lo robe". Su motivación para luchar es que su "hermano" repare en ella y demostrarle al mundo que no hay nadie mejor para él. Su rosa es amarilla.
Juri Arisugawa (有栖川 樹璃 Arisugawa Juri?)
Voz por: Kotono Mitsuishi
Es la única chica en el Consejo Estudiantil. Presidenta del club de esgrima de la Academia, es muy popular tanto entre chicos como entre chicas. Su trauma consiste en el odio que le profesa Shiori, su "amiga" de la infancia que siempre sintió envidia de ella y de la que está secretamente enamorada. Un amor esclavista, desesperanzado y sumiso. Lleva siempre un relicario con una foto de Shiori en el cuello, y al descubrirlo ésta comenzará a chantajearla con crueldad. En el manga, está enamorada de Touga. Su rosa es naranja.
Miki Kaoru (薫 幹 Kaoru Miki?)
Voz por: Aya Hisakawa
El último miembro del Consejo de Estudiantes es un chico superdotado, amable y gentil, un año menor que la protagonista. También pertenece al club de esgrima y ayuda a Utena impartiéndole clases de apoyo. El trauma de Miki es su obsesión por encontrar a alguien que ocupe el lugar de su hermana gemela, Kozue. Cree encontrar a esa persona en Anthy Himemiya, de quien se enamora y con quien logra tocar conjuntamente el piano como solía hacer de pequeño con su hermana. Conseguirla en duelo se convierte entonces en su prioridad, ya que hasta el momento no mostraba interés por la Prometida de la Rosa. Pese a ello, se lleva muy bien con Utena y Anthy fuera del coliseo. Su rosa es azul.
Souji Mikage (御影 草時 Mikage Sōji?)
Voz por: Hikaru Midorikawa
Estudiante destacado de la Academia, es el líder del Sello de la Rosa Negra. Su principal objetivo es derrotar a Utena. A menudo viene a su memoria el suceso ocurrido años atrás en el instituto, en el que cientos de estudiantes murieron en un incendio del edificio Otori. En el pasado, se nos muestra a un tal Profesor Nemuro que guarda un gran parecido con Mikage y que trabajaba en el proyecto de revolucionar el mundo. Tiene mucho aprecio por los hermanos Chida, sobre todo por Mamiya. Es justo en los duelos.
- Mamiya Chida. Personaje ausente, se sabe que era candidato para convertirse en Prometida de la Rosa pese a ser un chico y que contaba con la ayuda de Mikage para lograrlo. Joven y aparentemente enfermo, su aspecto es sospechosamente similar al de Anthy.

Shiori Takatsuki  (高槻 枝織  Takatsuki Shiori?)
Voz por: Kumiko Nishihara
Solo aparece en el anime. Ella odia a Juri y la envidia con fervor, por lo que al descubrir que Juri está enamorada de ella, aprovecha para hacerla sufrir. Ella tiene un papel más pronunciado en la película, siendo la principal "villana" junto con Akio.
Kozue Kaoru (薫 梢 Kaoru Kozue?)
Voz por: Chieko Honda
Hermana gemela de Miki, al cual utiliza en ocasiones para conseguir lo que quiere. Mezquina y liberal, solía tocar el piano junto a él de pequeños pese a no hacerlo bien, siendo Miki quien ocultaba los fallos de Kozue con su gran talento. Siente celos de cualquier chica que se acerque a su hermano, sobre todo de Anthy al darse cuenta de que su hermano está platónicamente enamorado de ella. Kozue guarda sentimientos de amor-obsesión por su hermano, pero intenta disfrazarlos con su promiscua forma de ser. Mantiene relaciones íntimas con muchos estudiantes solo con el fin de torturar a Miki.
Mitsuru Tsuwabuki (石路 美蔓 Tsuwabuki Mitsuru?)
Voz por: Akiko Yajima
Cursa cuarto año. Es un chico que está enamorado de Nanami, siempre pendiente del menor de sus deseos y siguiéndola a todas partes. Ella lo utiliza sin ningún escrúpulo y le trata constantemente con nula delicadeza y poco respeto. Cansado de que se le trate como un niño y un esclavo, Mitsuru perderá los estribos y su afecto, cambiando totalmente su forma de ser.
Keiko Sonoda (苑田 茎子 Sonoda Keiko?)
Voz por: Akira Nakagawa
Del primer año de ciclo medio. Siempre aparece en compañía de Yuko y Aiko, y con ellas suele acosar fuertemente a Anthy. Keiko es la mano derecha de Nanami, a la que constantemente está escuchando y pendiente de sus ataques, aunque en realidad lo hace para acercarse a Touga. En una ocasión Nanami ve a Keiko bajo el paraguas de su hermano coqueteando con él, cortando al día siguiente su "amistad" con ella, aunque luego se "reconcilian".
Kanae Ohtori (鳳 香苗 Ōtori Kanae?)
Voz por: Ai Orikasa
Cursa tercer año de nivel superior, a punto de ser universitaria. Es la prometida de Akio, aunque él solamente la quiere por la influencia que tiene en la Academia. Sus días más felices fueron aquellos en que Akio le propuso casarse con él después de graduarse, pero Anthy la rechaza rotundamente pese a que Kanae siempre intenta ganarse su amistad. Termina atemorizándose ante la mirada de una desconocida Anthy.
Wakaba Shinohara  (篠原 若葉 Shinohara Wakaba?)
Voz por: Yuka Imai
Wakaba cursa el segundo año y es amiga íntima de Utena. Siempre se le sube a caballito cuando la ve, ya que le profesa un gran cariño y admiración, llegando a afirmar que Utena es su novia. Es muy alegre, amable y vital, aunque envidia a Anthy debido a la relación que tiene con Utena y a que una vez estuvo bajo la posesión de Saionji, de quien Wakaba estaba enamorada.
Ruka Tsuchiya (土谷 瑠果 Tsuchiya Ruka?)
Voz por: Nozomu Sasaki
Es el capitán de esgrima de la Academia Ohtori y miembro del Consejo de Estudiantes, muy popular entre las chicas. Ha estado lejos por largo tiempo debido a una enfermedad. Detesta el fracaso y está enamorado de Juri. Seduce a Shiori con el propósito de romper el nexo de chantaje y amor esclavista que las une.

## Doblaje
| Personaje        | Seiyū            | Doblaje Cataluña   | Doblaje Hispano Americano | Doblaje España (2000)                        | Doblaje España (2025) |
| ---------------- | ---------------- | ------------------ | ------------------------- | -------------------------------------------- | --------------------- |
| Utena Tenjo      | Tomoko Kawakami  | Núria Trifol       | Carola Vázquez            | Núria Trifol                                 | Núria Trifol          |
| Anthy Himemiya   | Yuriko Fuchizaki | Joël Mulachs       | Rocío Prado               | Joël Mulachs                                 | Joël Mulachs          |
| Touga Kiryuu     | Takehito Koyasu  | Josep Maria Mas    | Alfredo Basurto           | Daniel García                                | Daniel García         |
| Juri Arisugawa   | Kotono Mitsuishi | Elisa Beuter       | María Fernanda Morales    | Mercedes Diemand-Hartz                       | Eli Beuter            |
| Kyoichi Saionji  | Takeshi Kusao    | Jaume Villanueva   | Yamil Atala               | Ángel de Gracia                              | Ángel de Gracia       |
| Nanami Kiryuu    | Yuri Shiratori   | Marta Barbarà      | Christine Byrd            | María del Mar Tamarit (ep.3) Marta Barbarà   | Marta Barbarà         |
| Wakaba Shinohara | Yuka Imai        | Geni Rey           | Irma Carmona              | Geni Rey                                     | Geni Rey              |
| Miki Kaoru       | Aya Hisakawa     | Claudi Domingo     | Carlos Hugo Hidalgo       | Claudi Domingo                               | Claudi Domingo        |
| Kozue Kaoru      | Chieko Honda     | Maria Josep Guasch | Mónica Manjarrez          | Cristina Mauri                               | Majo Montesinos       |
| Keiko Sonoda     | Akira Nakagawa   | Maria Josep Guasch | Diana Pérez               | Pilar Mora (ep. 3, 6) Victoria Ramos (ep. 8) | Victoria Ramos        |
| Chu-Chu          | Satomi Koorogi   |                    | Ana Lobo                  |                                              |                       |

## Lista de Episodios
- Artículo principal: Lista de Episodios de Utena